# Jan Nagel (pintor)

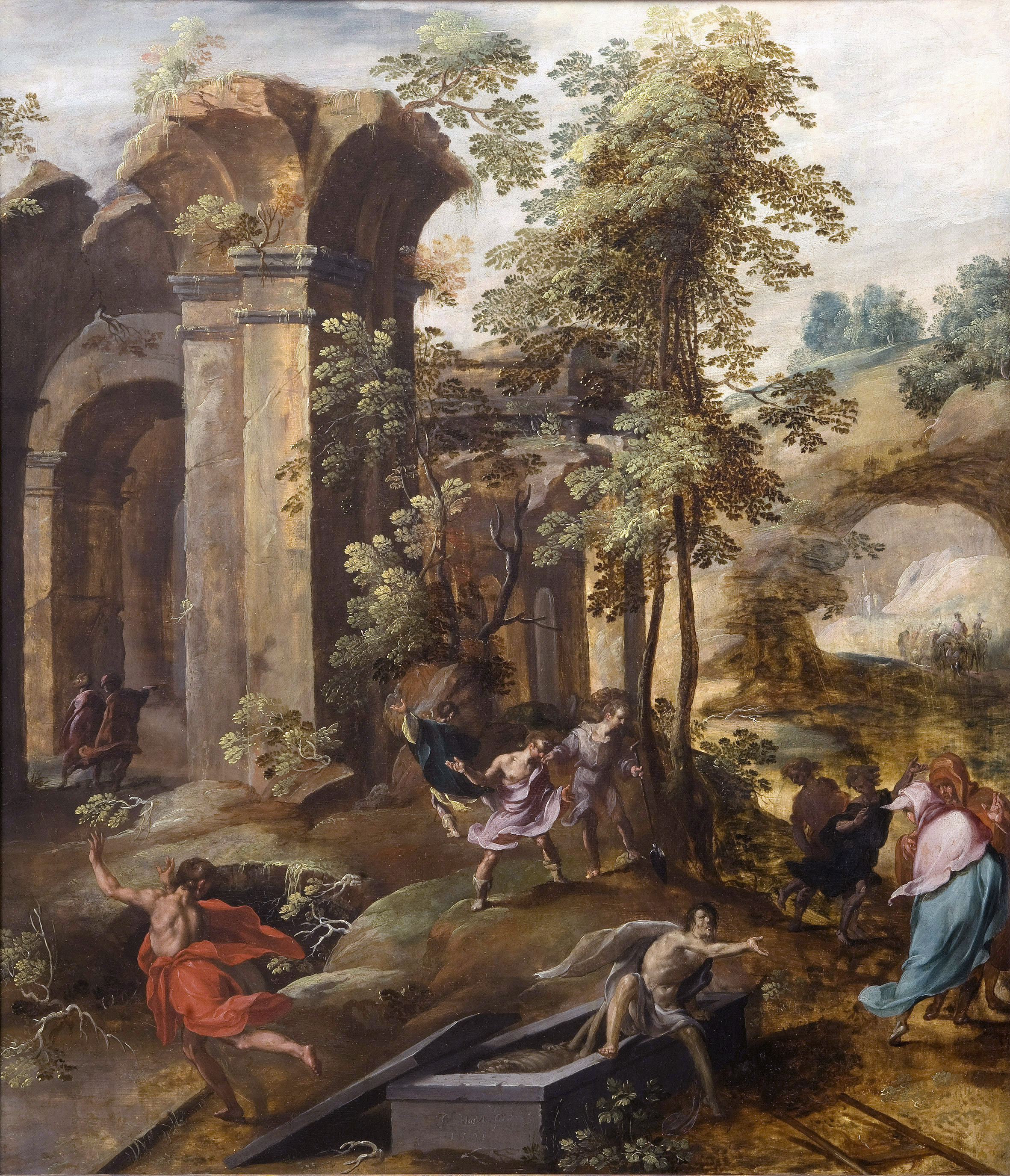
El milagro en la tumba de Eliseo (1596)

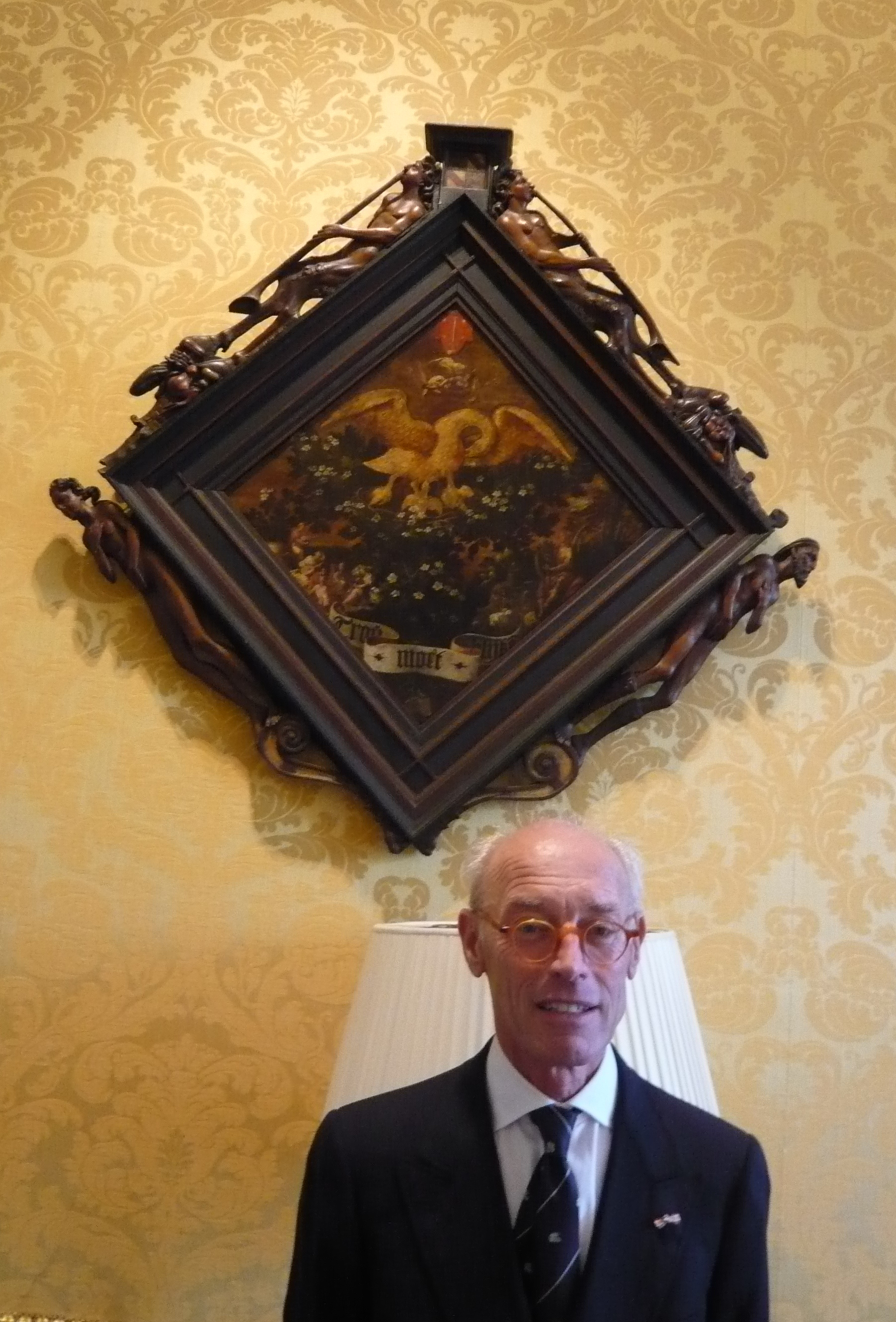
Pieter Biesboer, escritor y ex encargado del Museo Frans Hals, bajo el emblema de la sociedad de caballeros de Haarlem, Trouw moet Blycken. El emblema fue pintado por Jan Nagel.

Jan Nagel c. 1560-1602, fue un pintor renacentista holandés. 

## Biografía

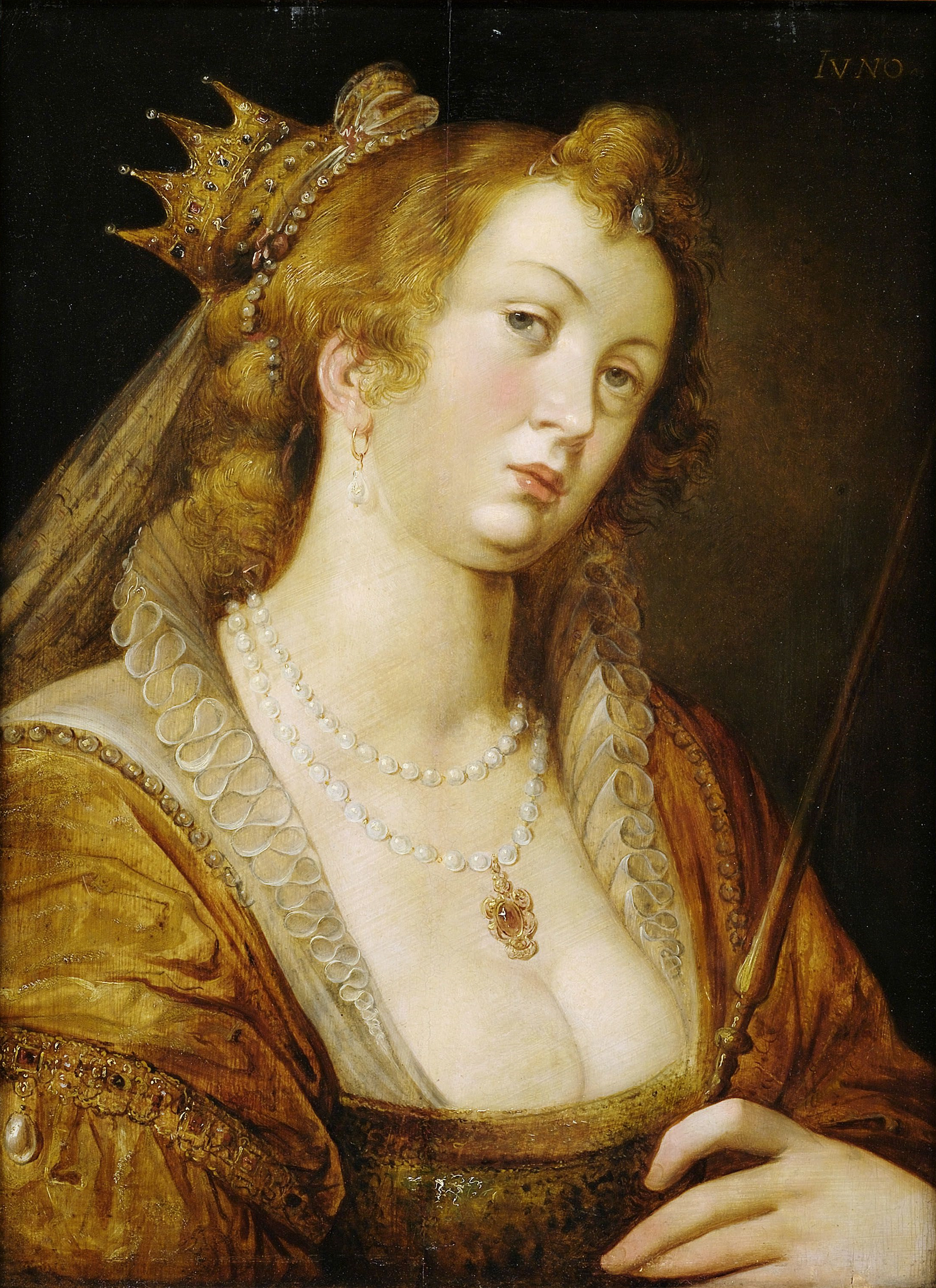
Juno

Nagel nació en Haarlem. Houbraken lo menciona solo como el maestro de Claes Jacobsz van der Heck .  
Según Karel van Mander, quien también lo menciona en la última página de su Schilder-boeck como maestro de Claes Jacobsz van der Heck, fue seguidor del pintor de Amberes Cornelis Molenaer. Destacó en la pintura de paisajes, pero más en los retratos, ya sean de Haarlem o Alkmaar, y murió en La Haya en 1602. Deletreaba su nombre como Ian Nagel o Naghel.  
Según el RKD, su hija Neeltge se casó con el pintor Sijbert Cornelisz Moninckx, padre de Pieter Moninckx, y se convirtió en miembro del Gremio de San Lucas en La Haya en 1600, donde murió más tarde.